# مجازاتگر (فیلم ۲۰۰۴)
مجازاتگر یا پانیشر (به انگلیسی: The Punisher) عنوان دومین فیلمی است که براساس کمیک بوک مجازاتگر ساخته و در سال ۲۰۰۴ میلادی اکران عمومی شد. در این فیلم توماس جین نقش فرانک کسل/پانیشر را بازی می‌کند. جان تراولتا نقش منفی این فیلم را ایفا کرده‌است.

## خلاصه داستان
فرانک کسل (توماس جین) یک مامور مخفی ارشد است که در یک ماموریت دستگیری فروشندگان سلاح  پای پسر هاوارد ساینت ( جان تراولتا) به این معامله باز شده و کشته می‌شود. به دستور همسر  هاوارد ساینت (جان تراولتا)، فرانک کسل (توماس جین) و خانواده‌اش ترور می‌شوند، اما فرانک از این حادثه شوم جان سالم بدر برده و در پی انتقام برمی‌آید و تبدیل به مأمور مجازات می‌شود…

## مشروح داستان
یک عملیات یورش اف‌بی‌آی علیه یک شبکه قاچاق در تمپا به مرگ بابی سینت، پسر رئیس مافیا هاوارد سینت، و اوتو کریگ، یک قاچاقچی اسلحه، منجر می‌شود. با این حال، بعداً مشخص می‌شود که مرگ کریگ ساختگی بوده و او در واقع فرانک کَسل، مأمور مخفی اف‌بی‌آی، بوده که آخرین مأموریت خود را پیش از بازنشستگی انجام می‌داده است. هاوارد سینت که از مرگ پسرش خشمگین شده، دستور می‌دهد درباره کریگ هرچه می‌توانند اطلاعات جمع‌آوری کنند. او با رشوه دادن به مأموران فاسد قانون در سطح فدرال، به سابقه خدمت او در نهادهای فدرال دست می‌یابد.
سینت دستور می‌دهد که کسل در یک دیدار خانوادگی در پورتوریکو کشته شود، اما همسرش لیویا اصرار دارد که خانواده کسل نیز از بین بروند. در جریان این دیدار خانوادگی، افراد سینت از جمله دوست صمیمی او، کوئنتین گلس، و جان، برادر دوقلوی بابی، تمام اعضای خانواده کسل را به قتل می‌رسانند. پدر فرانک، فرانک کسل پدر، چند تن از مهاجمان را از پا درمی‌آورد، اما در نهایت جان، خود فرانک را نیز با شلیک گلوله رها کرده و گمان می‌برد که مرده است. با این حال، فرانک زنده می‌ماند و یک ماهی‌گیر محلی به نام کاندلاریا او را درمان می‌کند. از آن‌جا که پلیس و اف‌بی‌آی به‌دلیل نفوذ و قدرت سینت حاضر به پیگیری پرونده نیستند، کسل به یک آپارتمان متروکه که محل زندگی سه فرد طردشده به نام‌های جون، بومپو و اسپکر دیو است، نقل مکان می‌کند و مأموریتش برای نابود کردن خانواده سینت را آغاز می‌کند.
با کمک اطلاعاتی که میکی دوکا، یکی از افراد کمتر خشن سینت، در اختیار او می‌گذارد، کسل رفتارها و تحرکات خانواده سینت را بررسی می‌کند و در این میان متوجه می‌شود که گلس یک همجنس‌گرای پنهان‌کار است. کسل به‌طور مستقیم به تجارت سینت حمله می‌کند و همکاری‌اش با شرکای کوبایی‌اش را مختل می‌سازد. پس از آن‌که سینت درمی‌یابد کسل هنوز زنده است، آدم‌کش‌هایی را برای کشتنش می‌فرستد. نخستین آدم‌کش، هری هک، در یک پل به کسل حمله می‌کند، اما کسل با پرتاب یک چاقوی پرتابی انفجاری به گلوی او، وی را می‌کشد. دومین مهاجم، غول‌پیکر روسی، در آپارتمان کسل تقریباً او را از پا درمی‌آورد، اما کسل موفق به کشتن او نیز می‌شود.
پس از آن، هم‌خانه‌های کسل زخم‌هایش را درمان می‌کنند و او را در آسانسور مخفی پنهان می‌سازند، زیرا افراد سینت برای یافتن او می‌آیند. زمانی که دیو و بومپو از افشای مخفیگاه کسل امتناع می‌کنند، گلس با انبر، یکی‌یکی پیرسینگ‌های دیو را می‌کَند و او را شکنجه می‌دهد. آن‌ها یکی از افرادشان را برای کمین در محل باقی می‌گذارند، اما پس از خروج‌شان، کسل او را می‌کشد.
کسل با کمک میکی، در نقش باج‌گیر ناشناس ظاهر می‌شود و طوری نقشه‌ریزی می‌کند که گلس و خودرو لیویا هم‌زمان در یک محل دیده شوند و در نهایت یکی از گوشواره‌های لیویا را در تخت گلس قرار می‌دهد. وقتی سینت گوشواره را پیدا می‌کند، گلس را با چاقو می‌کشد. با وجود اعتراض لیویا که گلس همجنس‌گرا بوده، سینت او را متهم به رابطه عاشقانه با دوستش کرده و لیویا را از بالای پل به پایین پرتاب می‌کند. او روی ریل قطار سقوط می‌کند و زیر قطار می‌میرد.
در حالی که سینت از هم پاشیده، کسل به باشگاه او حمله می‌کند و همه افرادش، از جمله جان را، می‌کشد. سینت با وجود زخمی بودن، از ساختمان می‌گریزد. کسل او را دنبال می‌کند و در دوئلی به او شلیک می‌کند. در لحظات پایانی عمر، کسل نقشه‌های خود را فاش می‌کند که چگونه سینت را به کشتن دوست و همسرش وادار کرده است. سپس سینت را به خودرو می‌بندد و آن را به سمت پارکینگ باشگاه که با مواد منفجره کار گذاشته شده، روانه می‌کند. سینت در انفجار حاصل کشته می‌شود.
کسل به خانه بازمی‌گردد و در حالی که مأموریتش را کامل شده می‌بیند، قصد دارد خودکشی کند، اما پس از دیدن تصویری ذهنی از همسرش، تصمیم می‌گیرد به مبارزه با جنایت ادامه دهد. او بخشی از پول‌های سینت را به‌عنوان هدیه‌ وداع برای هم‌خانه‌هایش باقی می‌گذارد و سپس در حالی دیده می‌شود که تنها در پل سان‌شاین اسکای‌وی ایستاده و غروب خورشید را نظاره می‌کند.
در روایت صوتی پایانی، کسل هویت جدید خود را به‌عنوان پانیشر اعلام می‌کند و سوگند می‌خورد هرکسی را که به بی‌گناهان آسیب برساند، نابود خواهد کرد.

## بازیگران
- توماس جین در نقش فرانک کسل / مجازاتگر
- جان تراولتا در نقش هاوارد ساینت
- روی شایدر در نقش فرانک کاستل سینیور
- ویل پاتون
- ربکا رومین
- لورا هرینگ